# Quarré-les-Tombes
Quarré-les-Tombes ist eine französische Gemeinde mit 621 Einwohnern (Stand: 1. Januar 2022) im Département Yonne in der Region Bourgogne-Franche-Comté. Sie gehört zum Arrondissement Avallon und ist Mitglied im Gemeindeverband Avallon-Vézelay-Morvan. Die Einwohner werden Quarréens und Quarréennes genannt.
Die Gemeinde erhielt 2023 die Auszeichnung „Eine Blume“, die vom Conseil national des villes et villages fleuris (CNVVF) im Rahmen des jährlichen Wettbewerbs der blumengeschmückten Städte und Dörfer verliehen wird.

## Geographie

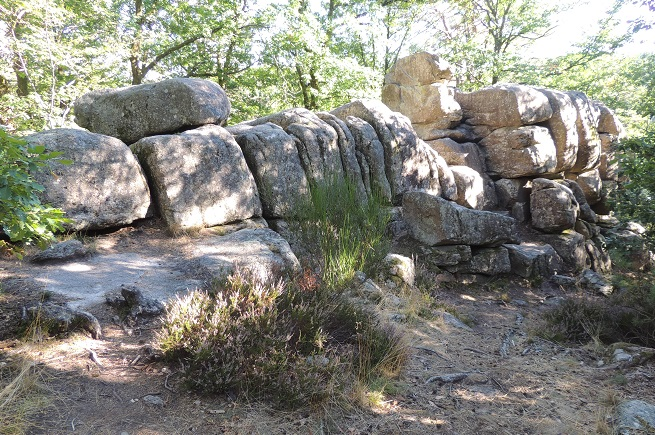
Der Feenfelsen ist eine Anordnung großer Blöcke, die eine Mauer bilden

Quarré-les-Tombes liegt in der Région naturelle Avallonnais, etwa 57 Kilometer südsüdöstlich von Auxerre und etwa 15 Kilometer südsüdöstlich von Avallon. Sie ist die südlichste Gemeinde des Départements Yonne und grenzt an das benachbarte Département Nièvre. Das Gemeindegebiet ist Teil des Regionalen Naturparks Morvan. Es liegt auf einem 450 Meter hohen Granithügel, der das Dorf den Nordwinden aussetzt. Der höchste Punkt des Départements liegt im Süden des Gebiets der Gemeinde in den Wäldern von La Pérouse (607 m).

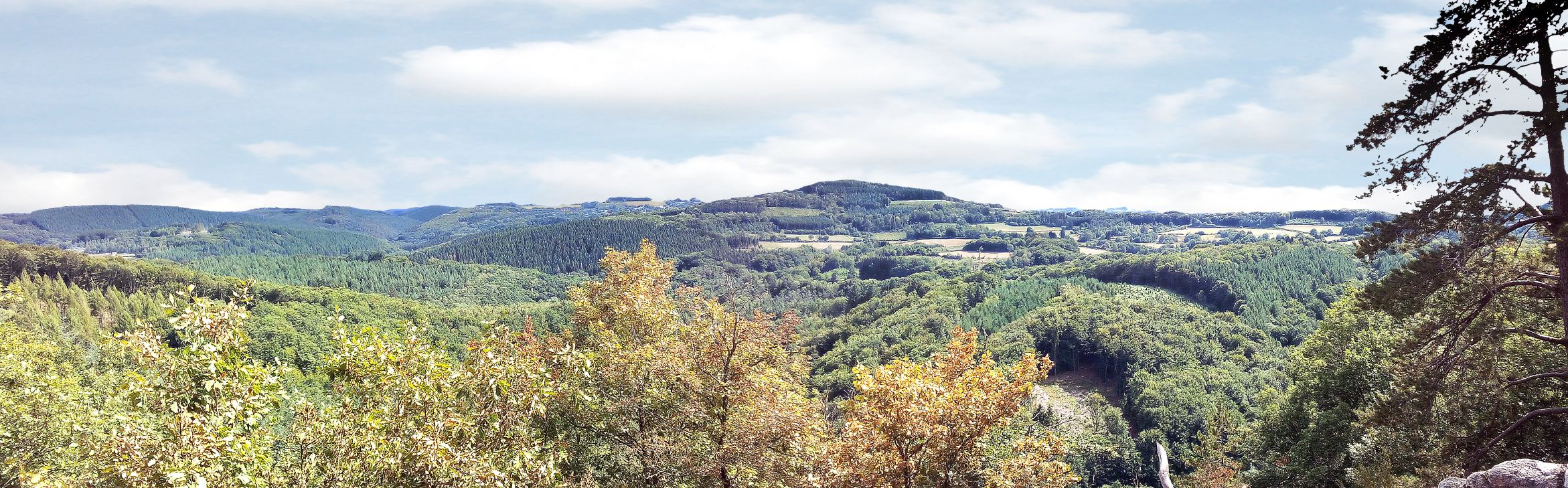
Rocher de la Pérouse

Neun Nebenflüsse der Cure (Fluss) bewässern die Gemeinde: der Ruisseau de Vannay, der Ru de Fangis, der Ruisseau de Montourlon, der Ru des Îles Ménéfrier, der Ru des Paluds, der Ru de Tancoin, der Ru des Quartiers und sein kleiner rechter Nebenfluss, der aus der Schlucht kommt, der Ru des Couées aux Boues und schließlich in Richtung Charmolin ganz im Norden der Gemeinde ein kleiner Bach, der etwa 1,5 km lang fließt und den Teich in der Nähe dieses Weilers bewässert, bevor er die Gemeinde in Richtung des Étang de Marrault verlässt und dann in den Cousin mündet.
Zusätzlich zu Fließgewässern besitzt die Gemeinde drei Teiche von mehr als ein Hektar Fläche, den Teich Griottier Blanc (etwa 8,6 Hektar), etwa 2 km südlich des Dorfes, den Grand Étang (etwa 2,2 Hektar) außerhalb des Dorfes im Norden und der Teich in Richtung Charmolin (etwa 1,7 Hektar) im Norden des Ortes.
Umgeben wird Quarré-les-Tombes von den Nachbargemeinden Saint-Brancher im Norden, Beauvilliers im Nordosten, Saint-Léger-Vauban im Osten, Saint-Agnan-en-Morvan (Nièvre) im Südosten, Dun-les-Places (Nièvre) im Süden, Marigny-l’Église (Nièvre) im Westen sowie Saint-Germain-des-Champs im Nordwesten.

## Geschichte
Quarré gehörte im 7. Jahrhundert unter dem Namen „Careacum“, dem Seigneur von Corbigny. Sein Sohn Varé vermachte das Lehen am 6. Februar 706 der Abtei von Flavigny. Im 11. Jahrhundert war es von den Herren von Chastellux abhängig, die stets den Titel Barone von Quarré hielten. Die auf den Ruinen einer römischen Villa erbaute Burg war im Nordwesten der Stadt zu sehen, unterhalb des heutigen Teiches, dessen Wasser die Wassergräben füllte. Der Hügel, der seinen Standort markierte, wurde 1863 eingeebnet. Quarré-les-Tombes blieb von der Herrschaft Chastellux abhängig, ab 1763 wurde das Dorf dann der Vogtei von Avallon angegliedert.
Der Beiname der Gemeinde geht auf die merowingischen Kalksteingräber zurück, die sich auf dem alten Friedhof rund um die Kirche befinden. Einige Quellen bezeugen, dass es in der Vergangenheit mehr als tausend dieser Sarkophage gab, von denen jedoch nur noch 112 Elemente übrig sind (66 Deckel und 46 Wannen). Ihr Ursprung bleibt recht rätselhaft. War es eine Lagerung von Kalksteinsarkophagen aus dem Steinbruch Champ-Rotard in der Nähe von Dissangis (östlich von Avallon) oder handelte es sich um eine wichtige merowingische Nekropole im 8. Jahrhundert, die unter dem Schutz des heiligen Georg stand? Sie stammen jedenfalls alle aus einer Zeit, die kurz vor der Einführung des Christentums in Gallien liegen muss, da sie kein christliches Zeichen oder Symbol aufweisen.
Während der französischen Résistance während des Zweiten Weltkriegs war der Maquis des Morvan auf dem Gebiet der Gemeinde sehr aktiv, zusammen mit dem Maquis Camille und der Gruppierung von 2000 Kämpfern in Îles-Ménéfrier, einem der Weiler des Dorfes, die an der Befreiung der Départements Yonne und Côte-d’Or beteiligt waren.

## Bevölkerungsentwicklung
| Jahr                       | 1962 | 1968 | 1975 | 1982 | 1990 | 1999 | 2006 | 2013 | 2020 |
| Einwohner                  | 1160 | 984  | 863  | 772  | 735  | 723  | 716  | 705  | 628  |
| Quellen: Cassini und INSEE |      |      |      |      |      |      |      |      |      |

## Sehenswürdigkeiten
- Kirche Saint-Georges aus dem 12. und 15. Jahrhundert, seit 1931 als Monument historique eingeschrieben. Rund um die Kirche und auf dem Areal des früheren Friedhofs sind Sarkophage aus Stein zu sehen, die seit 1914 als Monument historique der beweglichen Objekte klassifiziert sind. Sie sind in gallo-römischer Zeit entstanden und in merowingischer Zeit dort platziert, aber nie für Bestattungen genutzt worden.

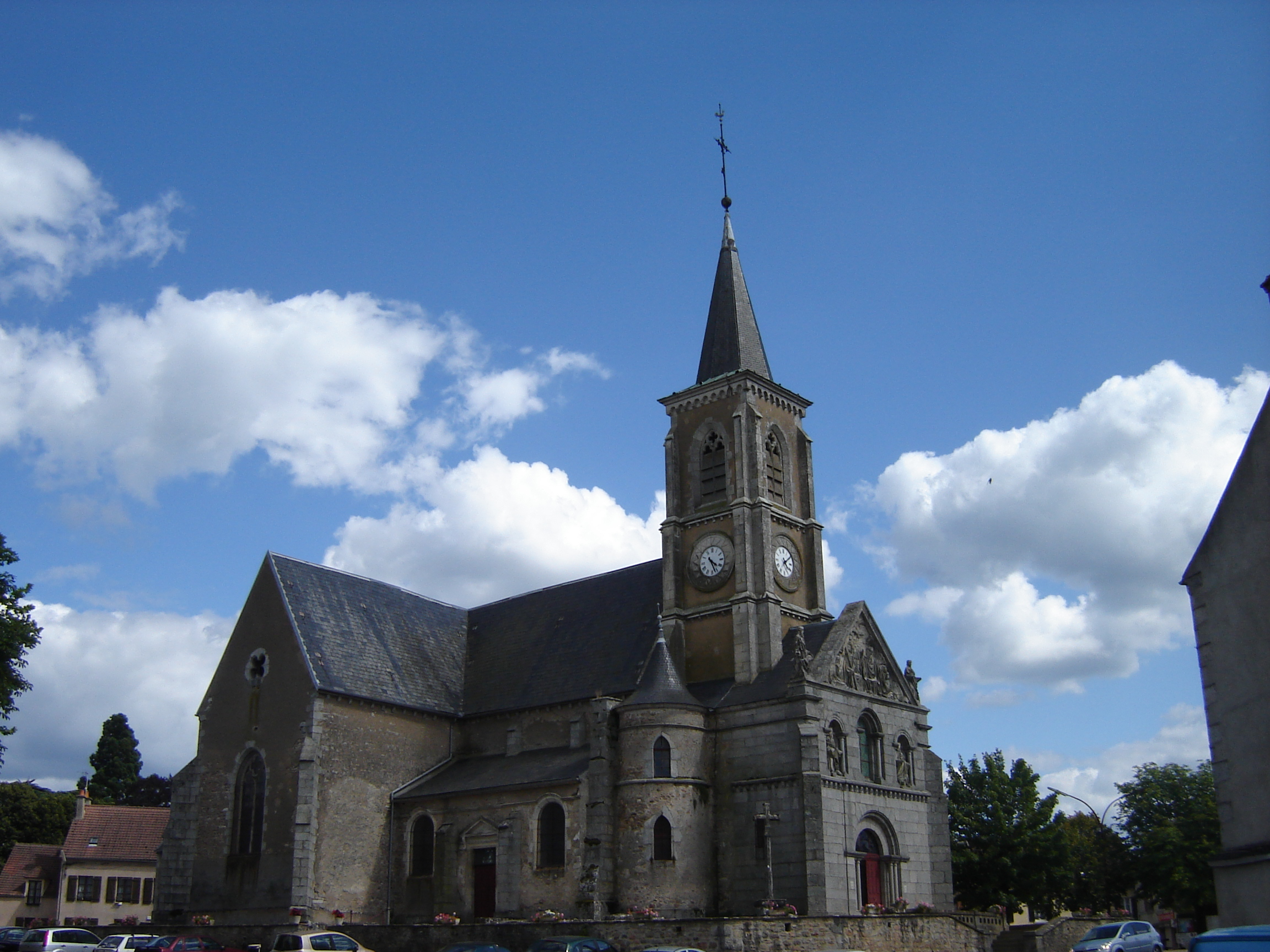
Kirche Saint-Georges
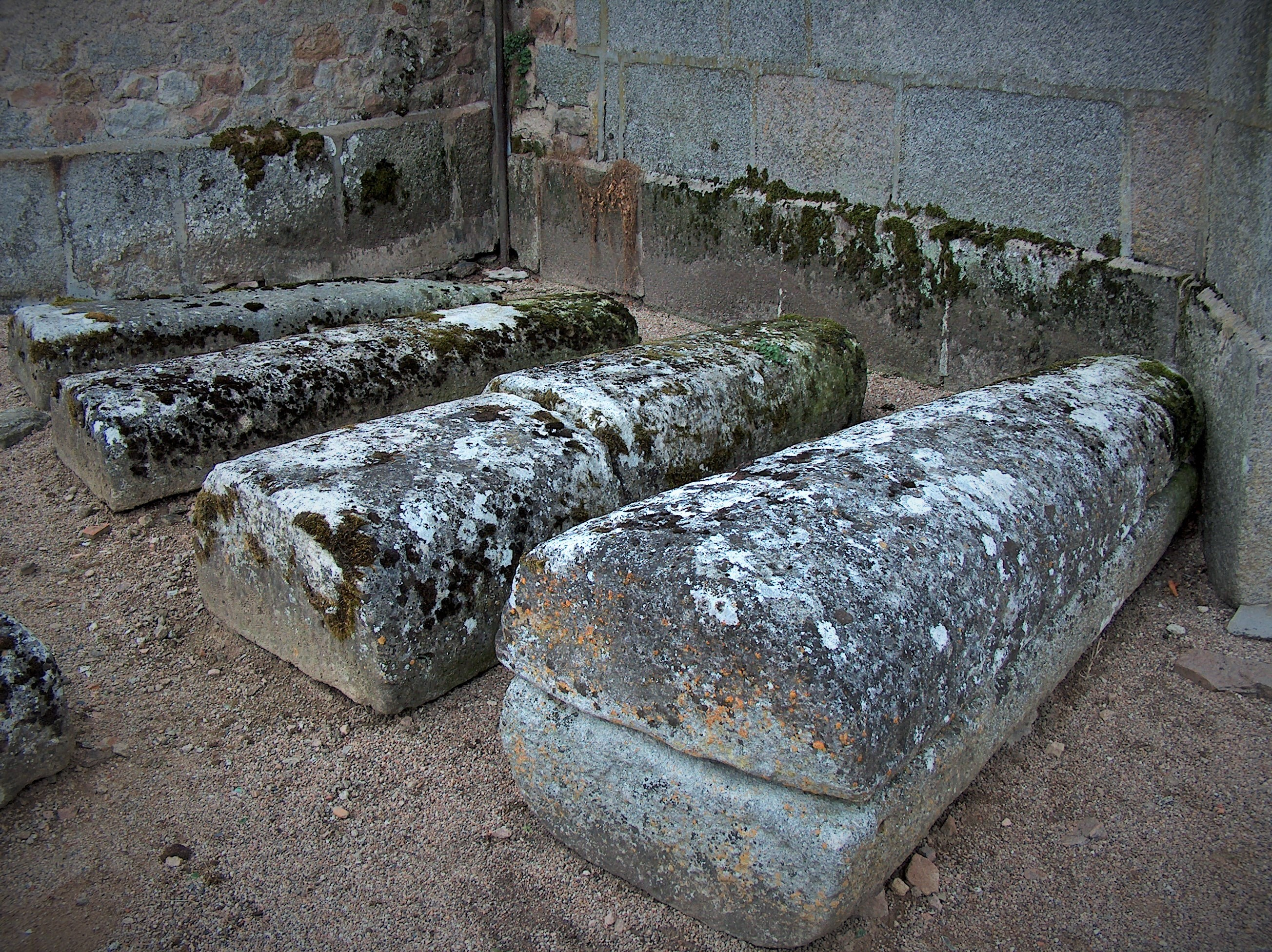
Sarkophage gallo-römischen Ursprungs

## Persönlichkeiten
- Jacques-François Baudiau (1809–1880), Geograph und katholischer Priester, verstorben in Quarré-les-Tombes
- Albert Perrot (1894–1950), französischer Autorennfahrer, geboren in Quarré-les-Tombes